# Quattro Variazioni Musicali (Vlak)
Quattro Variazioni Musicali - con tema populare is een compositie voor harmonieorkest van de Nederlandse componist Kees Vlak. Dit werk bestaat uit muzikale variaties op het Limburgse volkslied. 